# Crocidura lepidura
Crocidura lepidura es una especie de soricomorfo de la familia Soricidae. Es originario de la isla de Sumatra (Indonesia), donde se encuentra en los bosques lluviosos y húmedos de la isla en las colinas del sur y del este. Se pueden encontrar hasta unos 2.000 m sobre el nivel del mar, pero es más común entre los 1.500 y 1.800 m sobre el nivel del mar.